# Chlamydera
Chlamydera – rodzaj ptaków z rodziny altanników (Ptilonorhynchidae).

## Zasięg występowania
Rodzaj obejmuje gatunki występujące na Nowej Gwinei i  w Australii.

## Morfologia
Długość ciała 27–35 cm; masa ciała 117–265 g (samice są mniejsze i lżejsze od samców).

## Systematyka

### Etymologia
- Calodera (Callidera): gr. καλος kalos „piękny”; δερα dera „szyja”[12].
- Chlamydera (Chlamidera, Chlamydodera): gr. χλαμυς khlamus „krótka peleryna”; δερα dera „szyja”[13].
- Rogersornis: John Porter Rogers (1873–1941), australijski ornitolog, poszukiwacz złota, kolekcjoner; gr. ορνις ornis, ορνιθος ornithos „ptak”[14]. Gatunek typowy: Calodera maculata Gould, 1837.
- Alphachlamydera: gr. αλφα alpha „pierwszy, prymitywny”; rodzaj Chlamydera Gould, 1837[15]. Gatunek typowy: Chlamydera cerviniventris Gould, 1850.
- Pseudochlamydera: gr. ψευδος pseudos „fałszywy”; rodzaj Chlamydera Gould, 1837[16]. Gatunek typowy: Chlamydera lauterbachi Reichenow, 1897.

### Podział systematyczny
Do rodzaju należą następujące gatunki:
- Chlamydera lauterbachi Reichenow, 1897 – jedwabnica rdzawołbista
- Chlamydera cerviniventris Gould, 1850 – jedwabnica płowobrzucha
- Chlamydera nuchalis (Jardine & Selby, 1830) – jedwabnica szara
- Chlamydera maculata (Gould, 1837) – jedwabnica plamista
- Chlamydera guttata Gould, 1862 – jedwabnica ciemna